# Amalgam
Ein Amalgam (über Mittellatein amalgama ‚Quecksilberlegierung‘ und arabisch al-malǧam ‚erweichende Salbe‘ aus altgriechisch μάλαγμα málagma ‚Weichmacher; verformbares Material‘, letztlich aus altgriechisch μαλακός malakós ‚weich‘) ist in der Chemie eine Legierung des Quecksilbers.
Als Amalgam im weiteren Sinne werden oft auch nicht (ohne weiteres) umkehrbare Vermischungen anderer Stoffe bezeichnet, meist die Legierung mehrerer Metalle. Im übertragenen Sinne werden als Amalgam auch Mischungen unterschiedlicher Begriffe, Ideen, Kulturen oder Traditionen bezeichnet.
Da viele Metalle in Quecksilber löslich sind, gibt es sehr viele Amalgame. Einige Metalle wie zum Beispiel Eisen sind keine Amalgambildner. Amalgame mit hohem Quecksilberanteil sind bei Raumtemperatur oft wie das Quecksilber selbst flüssig, bei geringerem Quecksilbergehalt sind sie fest.
In der klassischen Alchemie wird die Amalgamierung („Koagulation“) des Quecksilbers mit anderen Metallen oft mit der körperlichen Vereinigung verglichen. Als alchemistisches Lexem ist mittellateinisch amalgama seit dem 13. Jahrhundert belegt.

## Natürliche Amalgame

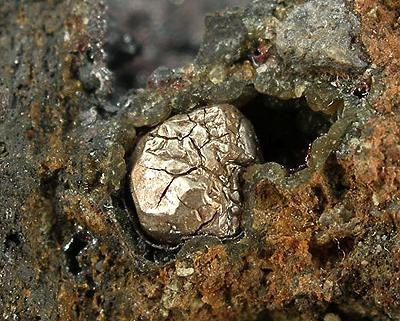
Moschellandsbergit aus der Typlokalität Moschellandsberg (Grube „Carolina“, Rheinland-Pfalz), Gesamtgröße: 6,0 × 4,8 × 4,0 cm

Es sind mehrere natürlich vorkommende Amalgame bekannt und von der International Mineralogical Association als eigenständige Minerale anerkannt:
- Mit Blei: Bleiamalgam (Pb2Hg)
- Mit Kupfer: Belendorffit (Cu7Hg6), Kolymit (Cu7Hg6)
- Mit Palladium: Potarit (PdHg)
- Mit Silber: Eugenit (Ag11Hg2), Luanheit (Ag3Hg), Moschellandsbergit (Ag2Hg3), Paraschachnerit (Ag1,2Hg0,8), Schachnerit (Ag1,1Hg0,9)
- Mit Silber und Gold: Weishanit ((Au,Ag)3Hg2)
- Mit Gold: Aurihydrargyrumit (Au6Hg5)

## Technische Amalgame und ihre Verwendung

### Zahnamalgam

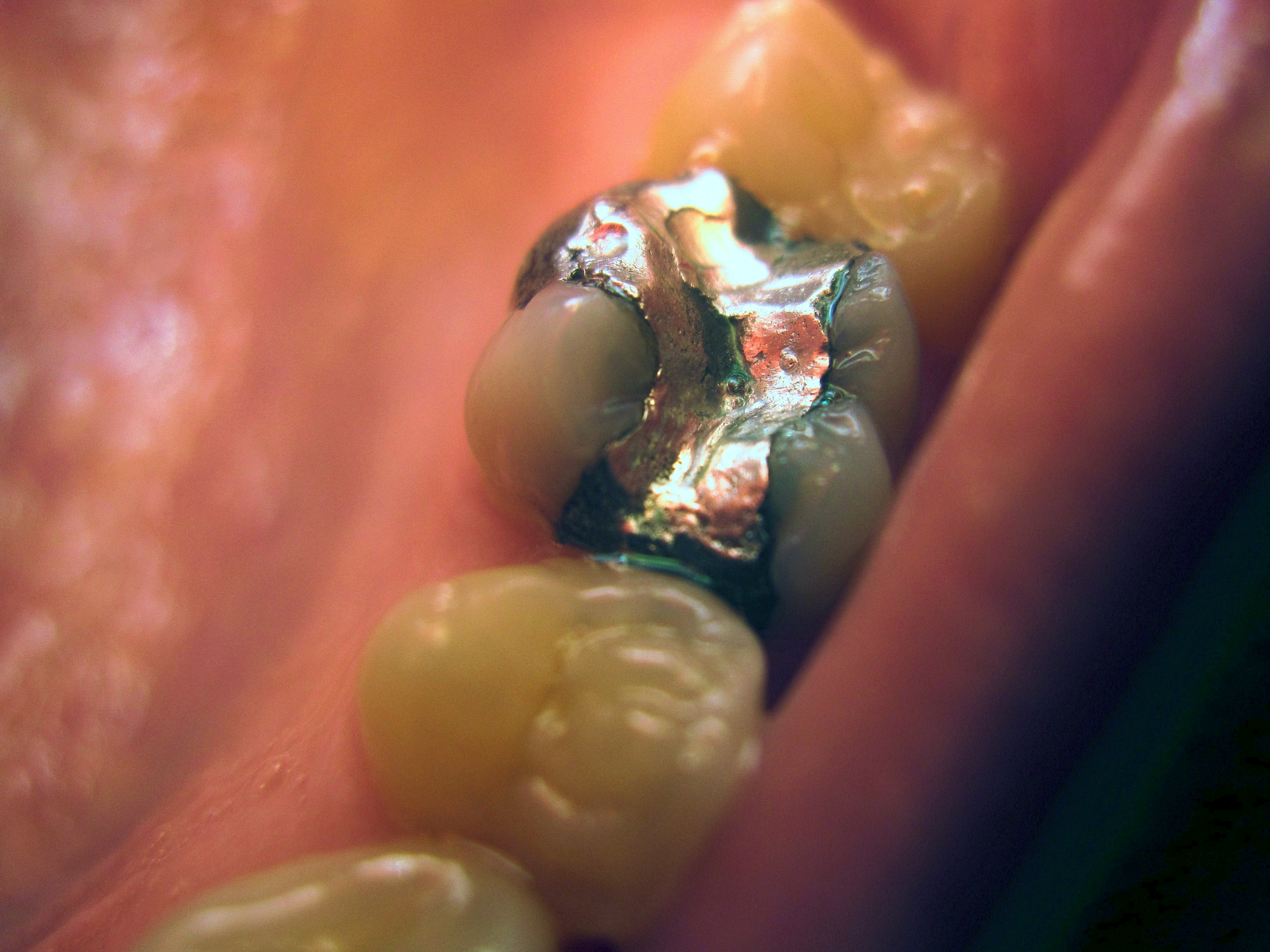
Zahnamalgam

In der Zahnmedizin wird eine Legierung des Quecksilbers mit anderen Metallen wie Silber, Kupfer, Indium, Zinn und Zink in großem Umfang als Zahnfüllungsmaterial eingesetzt. Ein Zusammenhang mit ernsten Gesundheitsbeschwerden konnte nicht belegt werden.

### Natriumamalgam
Ein technisch wichtiges Reduktionsmittel in der organischen und anorganischen Chemie und in großem Maßstab hergestelltes Amalgam ist das Natriumamalgam, das bei einer Variante der Chloralkali-Elektrolyse als Zwischenprodukt entsteht. Es wird mit Wasser zu Natronlauge, Wasserstoff und Quecksilber zersetzt, das im Kreislauf wieder zur Elektrolyse verwendet wird.

### Ammoniumamalgam
Da die Alkalimetalle Amalgame bilden, zum Beispiel bei der Elektrolyse von Lösungen der Alkalimetallionen mit Quecksilberelektroden, hat man auch versucht, ein Ammonium- beziehungsweise Ammoniakamalgam herzustellen (das Ammoniumion verhält sich oft den Alkalimetallionen ähnlich); Ammoniumamalgam zersetzt sich aber zu Quecksilber, Ammoniak und Wasserstoff.

### Goldamalgam
Bei der handwerklichen Goldgewinnung wird teilweise noch Quecksilber eingesetzt. Entsprechende goldhaltige Rohstoffe werden mit dem flüssigen Quecksilber gerührt oder geknetet (Verquicken). Dieses bildet mit dem Gold, das in kleinen Flittern oder Körnchen in gemahlenem Gestein, gerösteten Erzkonzentraten oder in Lockersedimenten von Seifenlagerstätten vorliegt, ein zunächst flüssiges Amalgam, das durch seine höhere Dichte von den leichteren Bestandteilen gut trennbar ist. Um daraus reines Gold zu erhalten, wird das Amalgam erhitzt, wodurch das Quecksilber verdampft; dieser Vorgang wird auch Abrauchen genannt. Dabei entstehen stark gesundheitsgefährdende Quecksilberdämpfe.
Goldamalgame werden auch beim chemischen Vergolden, der sogenannten Feuervergoldung, verwendet. Dabei wird Goldamalgam auf einen metallischen Gegenstand aufgebracht oder aufgestrichen und durch Hitzeeinwirkung wird das Quecksilber verdampft.

### Aluminium-Amalgam
Aluminium-Amalgam wird als Reduktionsmittel verwendet.

### Thallium-Amalgam
Thallium-Amalgam hat mit −58 °C einen niedrigeren Schmelzpunkt als reines Quecksilber (−38,83 °C) und wird deswegen – trotz seiner hohen Giftigkeit – als Thermometerflüssigkeit für Tieftemperaturthermometer verwendet.

### Zinkamalgam
Zinkamalgam wird in der organischen synthetischen Chemie als Reduktionsmittel benutzt, insbesondere bei der Clemmensen-Reduktion zur Reduktion von Aldehyden oder Ketonen in saurer Lösung. Auch in der anorganischen oder analytischen Chemie wurde und wird Zinkamalgam als relativ starkes Reduktionsmittel verwendet, z. B. zur Reduktion von Uranylsalzen oder von Titanylsalzen, außerdem zur Herstellung der Amalgame von weniger unedlen Metallen aus ihren Salzen, z. B. von Kupfer-, Nickel- oder Cobaltamalgam. Im Gegensatz zum reinen Zink oder anderen Zinklegierungen entwickelt Zinkamalgam keinen Wasserstoff; außerdem kann Zinkamalgam durch Behandeln mit Säure oxidfrei gemacht werden. Früher wurde Zinkamalgam auch zum Vermessingen genutzt.
Um die Zinkelektroden in galvanischen Zellen vor Korrosion mit Wasserstoffentwicklung zu schützen, wurden sie ebenfalls amalgamiert.

### Andere
Zinnamalgam bildete bis in die Mitte des 19. Jahrhunderts die reflektierende Beschichtung von Spiegeln.
Amalgam kann als Ersatz für das ansonsten technisch notwendige flüssige Quecksilber in Energiesparlampen eingesetzt werden. Durch den Einsatz von Amalgam bleibt der Lichtstrom über einen größeren Temperaturbereich nahezu konstant. Dieser Vorteil wirkt sich vor allem beim Einsatz in geschlossenen Leuchten, Globe-Gehäusen und im Außenbereich aus. Ein Nachteil ist der geringe Anfangslichtstrom direkt nach dem Einschalten, da das Quecksilber erst bei höheren Temperaturen aus dem Amalgam verdampft.
kein Amalgambildner

unklar
mutmaßlicher Amalgambildner
Amalgambildner

### Liste amalgambildender Elemente
Die Elemente werden hier nach (Haupt- und Neben)Gruppen und den Ordnungszahlen gelistet.
- kein Amalgambildner
- unklar
- mutmaßlicher Amalgambildner
- Amalgambildner
- nicht definiert

Nicht aufgeführte Elemente sind radioaktiv und zu kurzlebig, um Verbindungen oder Legierungen zu bilden.
| H  |    |    |    |    |    |    |    |    |    |    |    |    |    |    |    |    |    | He |
| Li | Be | B  | C  | N  | O  | F  | Ne |    |    |    |    |    |    |    |    |    |    |    |
| Na | Mg | Al | Si | P  | S  | Cl | Ar |    |    |    |    |    |    |    |    |    |    |    |
| K  | Ca | Sc |    | Ti | V  | Cr | Mn | Fe | Co | Ni | Cu | Zn | Ga | Ge | As | Se | Br | Kr |
| Rb | Sr | Y  |    | Zr | Nb | Mo | Tc | Ru | Rh | Pd | Ag | Cd | In | Sn | Sb | Te | I  | Xe |
| Cs | Ba | La | *  | Hf | Ta | W  | Re | Os | Ir | Pt | Au | Hg | Tl | Pb | Bi | Po | At | Rn |
| Fr | Ra | Ac | ** |    |    |    |    |    |    |    |    |    |    |    |    |    |    |    |
|    |    |    |    |    |    |    |    |    |    |    |    |    |    |    |    |    |    |    |
|    |    |    | *  | Ce | Pr | Nd | Pm | Sm | Eu | Gd | Tb | Dy | Ho | Er | Tm | Yb | Lu |    |
|    |    |    | ** | Th | Pa | U  | Np | Pu | Am | Cm | Bk | Cf | Es |    |    |    |    |    |

## Amalgamprobe

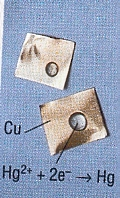
Die Amalgamprobe

Quecksilbersalze sind im Unterschied zu Amalgam auf Grund ihrer Wasserlöslichkeit hochgiftig. Man weist sie durch die so genannte Amalgamprobe nach: Die salpetersaure Lösung wird auf ein Kupferblech gegeben – zurück bleibt ein nicht abwischbarer, silbriger Amalgamfleck:
{\displaystyle \mathrm {Hg^{2+}+Cu\longrightarrow Hg+Cu^{2+}} }
Redoxreaktion: Quecksilberkationen oxidieren Kupfer zu Kupferionen und Quecksilber.
Das Quecksilber bildet dabei mit dem Kupferblech eine Legierung, das Kupfer-Amalgam. Silbersalze würden ähnliche Flecken bilden; das dabei entstehende Silber ist jedoch abwischbar. Somit sind letztendlich Silbersalze von Quecksilbersalzen unterscheidbar.

## Amalgamverfahren
Bei der Chloralkalielektrolyse zur großtechnischen Gewinnung von Chlor, Natronlauge und Wasserstoffgas wird bei dem Amalgamverfahren Quecksilber als Kathode eingesetzt, so dass sich das aus Salzwasser durch Reduktion bildende Natrium als Amalgam abscheidet. Anschließend wandert das Natriumamalgam zum Amalgamzersetzer, wo es mit Wasser zu salzfreier Natronlauge, Wasserstoffgas und Quecksilber reagiert. Dieses Elektrolyseverfahren hat den Vorteil, dass es kochsalzfreies Natriumhydroxid liefert (Natronlauge), ist jedoch ökologisch bedenklich, da den Produkten Quecksilberreste entzogen werden müssen (Nachreinigung, Entgiftung z. B. mit Aktivkohlefiltern).